# Suiza en la Copa Mundial de Fútbol de 2018
La selección de Suiza fue uno de los 32 equipos participantes en la Copa Mundial de Fútbol de 2018, torneo que se llevó a cabo del 14 de junio al 15 de julio en Rusia.

## Clasificación

### Grupo B
| Selección   | Pts. | PJ | PG | PE | PP | GF | GC | Dif |
| ----------- | ---- | -- | -- | -- | -- | -- | -- | --- |
| Portugal    | 27   | 10 | 9  | 0  | 1  | 32 | 4  | 28  |
| Suiza       | 27   | 10 | 9  | 0  | 1  | 23 | 7  | 16  |
| Hungría     | 13   | 10 | 4  | 1  | 5  | 14 | 14 | 0   |
| Islas Feroe | 9    | 10 | 2  | 3  | 5  | 4  | 16 | -12 |
| Letonia     | 7    | 10 | 2  | 1  | 7  | 7  | 18 | -11 |
| Andorra     | 4    | 10 | 1  | 1  | 8  | 2  | 23 | -21 |

| Fecha                   | Lugar            | Local       |                        | Resultado                                                       |                        | Visitante   |
| ----------------------- | ---------------- | ----------- | ---------------------- | --------------------------------------------------------------- | ---------------------- | ----------- |
| 6 de septiembre de 2016 | Basilea          | Suiza       | Bandera de Suiza       | 2 – 0 Archivado el 8 de septiembre de 2016 en Wayback Machine.  | Bandera de Portugal    | Portugal    |
| 7 de octubre de 2016    | Budapest         | Hungría     | Bandera de Hungría     | 2 – 3 Archivado el 18 de septiembre de 2016 en Wayback Machine. | Bandera de Suiza       | Suiza       |
| 10 de octubre de 2016   | Andorra la Vieja | Andorra     | Bandera de Andorra     | 1 – 2 Archivado el 18 de septiembre de 2016 en Wayback Machine. | Bandera de Suiza       | Suiza       |
| 13 de noviembre de 2016 | Lucerna          | Suiza       | Bandera de Suiza       | 2 – 0 Archivado el 18 de septiembre de 2016 en Wayback Machine. | Bandera de Islas Feroe | Islas Feroe |
| 25 de marzo de 2017     | Ginebra          | Suiza       | Bandera de Suiza       | 1 – 0 Archivado el 25 de marzo de 2017 en Wayback Machine.      | Bandera de Letonia     | Letonia     |
| 9 de junio de 2017      | Tórshavn         | Islas Feroe | Bandera de Islas Feroe | 0 – 2 Archivado el 14 de junio de 2017 en Wayback Machine.      | Bandera de Suiza       | Suiza       |
| 31 de agosto de 2017    | San Galo         | Suiza       | Bandera de Suiza       | 3 – 0 Archivado el 1 de septiembre de 2017 en Wayback Machine.  | Bandera de Andorra     | Andorra     |
| 3 de septiembre de 2017 | Riga             | Letonia     | Bandera de Letonia     | 0 – 3                                                           | Bandera de Suiza       | Suiza       |
| 7 de octubre de 2017    | Basilea          | Suiza       | Bandera de Suiza       | 5 – 2                                                           | Bandera de Hungría     | Hungría     |
| 10 de octubre de 2017   | Lisboa           | Portugal    | Bandera de Portugal    | 2 – 0                                                           | Bandera de Suiza       | Suiza       |

### Repesca europea
| 9 de noviembre de 2017 | Irlanda del Norte | 0:1 (0:0)                 | Suiza                | Windsor Park, Belfast                                      |                                                            |
| 20:45 (19:45 UTC±0)    |                   | FIFA Reporte UEFA Reporte | Rodríguez 58' (pen.) | Asistencia: 18 269 espectadores Árbitro(s): Ovidiu Haţegan | Asistencia: 18 269 espectadores Árbitro(s): Ovidiu Haţegan |

| 12 de noviembre de 2017 | Suiza | 0:0                       | Irlanda del Norte | St. Jakob Park, Basilea                                 |                                                         |
| 18:00 (18:00 UTC+1)     |       | FIFA Reporte UEFA Reporte |                   | Asistencia: 36 000 espectadores Árbitro(s): Felix Brych | Asistencia: 36 000 espectadores Árbitro(s): Felix Brych |

### Goleadores
| Jugador              | Goles | Asistencias | Minuto | PJ |
| -------------------- | ----- | ----------- | ------ | -- |
| Haris Seferović      | 4     | 3           | 888    | 12 |
| Ricardo Rodríguez    | 3     | 2           | 810    | 9  |
| Stephan Lichtsteiner | 3     | 1           | 960    | 11 |
| Steven Zuber         | 2     | 1           | 376    | 7  |
| Admir Mehmedi        | 2     | 2           | 773    | 11 |
| Granit Xhaka         | 2     | -           | 953    | 11 |
| Josip Drmić          | 1     | -           | 25     | 1  |
| Fabian Frei          | 1     | -           | 80     | 2  |
| Valentin Stocker     | 1     | -           | 83     | 3  |
| Eren Derdiyok        | 1     | 2           | 193    | 7  |
| Breel Embolo         | 1     | -           | 338    | 7  |
| Blerim Džemaili      | 1     | 2           | 735    | 9  |
| Xherdan Shaqiri      | 1     | 5           | 857    | 10 |
| Fabian Schär         | 1     | -           | 990    | 11 |

## Participación

### Lista de convocados
Técnico:  Vladimir Petković
| No. | Pos. | Jugador              | Fecha de nacimiento (edad)         | Apa. | Goles | Club                     |
| --- | ---- | -------------------- | ---------------------------------- | ---- | ----- | ------------------------ |
| 1   | POR  | Yann Sommer          | 17 de diciembre de 1988 (29 años)  | 35   | 0     | Borussia Mönchengladbach |
| 2   | DEF  | Stephan Lichtsteiner | 16 de enero de 1984 (34 años)      | 100  | 8     | Arsenal                  |
| 3   | DEF  | François Moubandje   | 21 de junio de 1990 (27 años)      | 18   | 0     | Toulouse                 |
| 4   | DEF  | Nico Elvedi          | 30 de septiembre de 1996 (21 años) | 6    | 0     | Borussia Mönchengladbach |
| 5   | DEF  | Manuel Akanji        | 19 de julio de 1995 (22 años)      | 7    | 0     | Borussia Dortmund        |
| 6   | DEF  | Michael Lang         | 8 de febrero de 1991 (27 años)     | 24   | 2     | FC Basilea               |
| 7   | DEL  | Breel Embolo         | 14 de febrero de 1997 (21 años)    | 25   | 3     | FC Schalke 04            |
| 8   | MED  | Remo Freuler         | 15 de abril de 1992 (26 años)      | 10   | 0     | Atalanta                 |
| 9   | DEL  | Haris Seferović      | 22 de febrero de 1992 (26 años)    | 51   | 12    | Benfica                  |
| 10  | MED  | Granit Xhaka         | 27 de septiembre de 1992 (25 años) | 62   | 9     | Arsenal                  |
| 11  | MED  | Valon Behrami        | 19 de abril de 1985 (33 años)      | 79   | 2     | Udinese                  |
| 12  | POR  | Yvon Mvogo           | 6 de junio de 1994 (24 años)       | 0    | 0     | RB Leipzig               |
| 13  | DEF  | Ricardo Rodríguez    | 25 de agosto de 1992 (25 años)     | 53   | 5     | AC Milan                 |
| 14  | MED  | Steven Zuber         | 17 de agosto de 1991 (26 años)     | 12   | 3     | TSG Hoffenheim           |
| 15  | MED  | Blerim Džemaili      | 12 de abril de 1986 (32 años)      | 65   | 9     | Bologna                  |
| 16  | MED  | Gelson Fernandes     | 2 de septiembre de 1986 (31 años)  | 67   | 2     | Eintracht Frankfurt      |
| 17  | MED  | Denis Zakaria        | 20 de noviembre de 1996 (21 años)  | 10   | 0     | Borussia Mönchengladbach |
| 18  | DEL  | Mario Gavranović     | 24 de noviembre de 1989 (28 años)  | 14   | 5     | Dinamo Zagreb            |
| 19  | DEL  | Josip Drmić          | 8 de agosto de 1992 (25 años)      | 29   | 9     | Borussia Mönchengladbach |
| 20  | DEF  | Johan Djourou        | 18 de enero de 1987 (31 años)      | 74   | 2     | Antalyaspor              |
| 21  | POR  | Roman Bürki          | 14 de noviembre de 1990 (27 años)  | 9    | 0     | Borussia Dortmund        |
| 22  | DEF  | Fabian Schär         | 20 de diciembre de 1991 (26 años)  | 39   | 7     | Deportivo La Coruña      |
| 23  | MED  | Xherdan Shaqiri      | 10 de octubre de 1991 (26 años)    | 70   | 20    | Stoke City               |

### Primera fase
| Selección  | Pts | PJ | PG | PE | PP | GF | GC | Dif |
| ---------- | --- | -- | -- | -- | -- | -- | -- | --- |
| Brasil     | 7   | 3  | 2  | 1  | 0  | 5  | 1  | 4   |
| Suiza      | 5   | 3  | 1  | 2  | 0  | 5  | 4  | 1   |
| Serbia     | 3   | 3  | 1  | 0  | 2  | 2  | 4  | -2  |
| Costa Rica | 1   | 3  | 0  | 1  | 2  | 2  | 5  | -3  |

#### Brasil vs. Suiza
| 17 de junio de 2018, 21:00 (UTC+3) | Brasil       | 1:1 (1:0) | Suiza     | Rostov Arena, Rostov del Don                                   |                                                                |
|                                    | Coutinho 20' | Reporte   | Zuber 50' | Asistencia: 43 109 espectadores Árbitro(s): César Arturo Ramos | Asistencia: 43 109 espectadores Árbitro(s): César Arturo Ramos |

|  |  |

| GK          | 1  | Alisson           |     |     |
| RB          | 14 | Danilo            |     |     |
| CB          | 2  | Thiago Silva      |     |     |
| CB          | 3  | Miranda           |     |     |
| LB          | 12 | Marcelo           |     |     |
| CM          | 5  | Casemiro          | 47' | 60' |
| CM          | 15 | Paulinho          |     | 67' |
| RW          | 19 | Willian           |     |     |
| AM          | 11 | Philippe Coutinho |     |     |
| LW          | 10 | Neymar            |     |     |
| CF          | 9  | Gabriel Jesus     |     | 79' |
| Cambios:    |    |                   |     |     |
| MF          | 17 | Fernandinho       |     | 60' |
| MF          | 8  | Renato Augusto    |     | 67' |
| FW          | 20 | Roberto Firmino   |     | 79' |
| Entrenador: |    |                   |     |     |
| Tite        |    |                   |     |     |

| GK                | 1  | Yann Sommer          |     |     |
| RB                | 2  | Stephan Lichtsteiner | 31' | 87' |
| CB                | 22 | Fabian Schär         | 65' |     |
| CB                | 5  | Manuel Akanji        |     |     |
| LB                | 13 | Ricardo Rodríguez    |     |     |
| CM                | 11 | Valon Behrami        | 68' | 71' |
| CM                | 10 | Granit Xhaka         |     |     |
| RW                | 23 | Xherdan Shaqiri      |     |     |
| AM                | 15 | Blerim Džemaili      |     |     |
| LW                | 14 | Steven Zuber         |     |     |
| CF                | 9  | Haris Seferović      |     | 80' |
| Cambios:          |    |                      |     |     |
| MF                | 17 | Denis Zakaria        |     | 71' |
| FW                | 7  | Breel Embolo         |     | 80' |
| DF                | 6  | Michael Lang         |     | 87' |
| Entrenador:       |    |                      |     |     |
| Vladimir Petković |    |                      |     |     |

| Jugador del Partido: Philippe Coutinho Árbitros asistentes: Marvin Torrentera Miguel Hernández Cuarto árbitro: John Pittí Quinto árbitro: Gabriel Victoria Árbitro asistente de video: Paolo Valeri Árbitros asistentes del árbitro asistente de video: Mauro Vigliano Elenito Di Liberatore Gianluca Rocchi |

#### Serbia vs. Suiza
| 22 de junio de 2018, 20:00 (UTC+2) | Serbia      | 1:2 (1:0) | Suiza                   | Arena Baltika, Kaliningrado                             |                                                         |
|                                    | Mitrović 5' | Reporte   | Xhaka 52' · Shaqiri 90' | Asistencia: 33 167 espectadores Árbitro(s): Felix Brych | Asistencia: 33 167 espectadores Árbitro(s): Felix Brych |

|  |  |

| GK              | 1  | Vladimir Stojković      |       |     |
| RB              | 6  | Branislav Ivanović      |       |     |
| CB              | 15 | Nikola Milenković       |       |     |
| CB              | 3  | Duško Tošić             |       |     |
| LB              | 11 | Aleksandar Kolarov      |       |     |
| CM              | 21 | Nemanja Matić           | 45+2' |     |
| CM              | 4  | Luka Milivojević        | 39'   | 81' |
| RW              | 10 | Dušan Tadić             |       |     |
| AM              | 20 | Sergej Milinković-Savić | 34'   |     |
| LW              | 17 | Filip Kostić            |       | 64' |
| CF              | 9  | Aleksandar Mitrović     | 87'   |     |
| Cambios:        |    |                         |       |     |
| MF              | 22 | Adem Ljajić             |       | 64' |
| FW              | 18 | Nemanja Radonjić        |       | 81' |
| Entrenador:     |    |                         |       |     |
| Mladen Krstajić |    |                         |       |     |

| GK                | 1  | Yann Sommer          |       |       |
| RB                | 2  | Stephan Lichtsteiner |       |       |
| CB                | 22 | Fabian Schär         |       |       |
| CB                | 5  | Manuel Akanji        |       |       |
| LB                | 13 | Ricardo Rodríguez    |       |       |
| CM                | 11 | Valon Behrami        |       |       |
| CM                | 10 | Granit Xhaka         |       |       |
| RW                | 23 | Xherdan Shaqiri      | 90+2' |       |
| AM                | 15 | Blerim Džemaili      |       | 73'   |
| LW                | 14 | Steven Zuber         |       | 90+4' |
| CF                | 9  | Haris Seferović      |       | 46'   |
| Cambios:          |    |                      |       |       |
| FW                | 18 | Mario Gavranović     |       | 46'   |
| FW                | 7  | Breel Embolo         |       | 73'   |
| FW                | 19 | Josip Drmić          |       | 90+4' |
| Entrenador:       |    |                      |       |       |
| Vladimir Petković |    |                      |       |       |

| Jugador del Partido: Xherdan Shaqiri Árbitros asistentes: Mark Borsch Stefan Lupp Cuarto árbitro: Nawaf Shukralla Quinto árbitro: Yaser Tulefat Árbitro asistente de video: Felix Zwayer Árbitros asistentes del árbitro asistente de video: Bastian Dankert Carlos Astroza Clément Turpin |

#### Suiza vs. Costa Rica
| 27 de junio de 2018, 21:00 (UTC+3) | Suiza                    | 2:2 (1:0) | Costa Rica                       | Estadio de Nizhni Nóvgorod, Nizhni Nóvgorod                |                                                            |
|                                    | Džemaili 31' · Drmić 88' | Reporte   | Waston 56' · Sommer 90+3' (a.g.) | Asistencia: 43 319 espectadores Árbitro(s): Clément Turpin | Asistencia: 43 319 espectadores Árbitro(s): Clément Turpin |

|  |  |

| GK                | 1  | Yann Sommer          |     |     |
| RB                | 2  | Stephan Lichtsteiner | 37' |     |
| CB                | 22 | Fabian Schär         | 83' |     |
| CB                | 5  | Manuel Akanji        |     |     |
| LB                | 13 | Ricardo Rodríguez    |     |     |
| CM                | 11 | Valon Behrami        |     | 60' |
| CM                | 10 | Granit Xhaka         |     |     |
| RW                | 23 | Xherdan Shaqiri      |     | 81' |
| AM                | 15 | Blerim Džemaili      |     |     |
| LW                | 7  | Breel Embolo         |     |     |
| CF                | 18 | Mario Gavranović     |     | 69' |
| Cambios:          |    |                      |     |     |
| MF                | 17 | Denis Zakaria        | 75' | 60' |
| FW                | 19 | Josip Drmić          |     | 69' |
| DF                | 6  | Michael Lang         |     | 81' |
| Entrenador:       |    |                      |     |     |
| Vladimir Petković |    |                      |     |     |

| GK            | 1  | Keylor Navas       |     |       |
| SW            | 3  | Giancarlo González |     |       |
| CB            | 2  | Johnny Acosta      |     |       |
| CB            | 19 | Kendall Waston     | 89' |       |
| RWB           | 16 | Cristian Gamboa    | 11' | 90+3' |
| LWB           | 8  | Bryan Oviedo       |     |       |
| CM            | 5  | Celso Borges       |     |       |
| CM            | 20 | David Guzmán       |     | 90+1' |
| RW            | 9  | Daniel Colindres   |     | 81'   |
| LW            | 10 | Bryan Ruiz         |     |       |
| CF            | 12 | Joel Campbell      | 29' |       |
| Cambios:      |    |                    |     |       |
| MF            | 13 | Rodney Wallace     |     | 81'   |
| MF            | 14 | Randall Azofeifa   |     | 90+1' |
| DF            | 4  | Ian Smith          |     | 90+3' |
| Entrenador:   |    |                    |     |       |
| Óscar Ramírez |    |                    |     |       |

| Jugador del Partido: Blerim Džemaili Árbitros asistentes: Nicolas Danos Cyril Gringore Cuarto árbitro: Norbert Hauata Quinto árbitro: Bertrand Brial Árbitro asistente de video: Felix Zwayer Árbitros asistentes del árbitro asistente de video: Bastian Dankert Mark Borsch Szymon Marciniak |

### Octavos de final

#### Suecia vs. Suiza
| 3 de julio de 2018 | Suecia       | 1:0 (0:0) | Suiza | Zenit Arena, San Petersburgo                              |                                                           |
| 17:00 MSK (UTC+3)  | Forsberg 66' | Reporte   |       | Asistencia: 64 042 espectadores Árbitro(s): Damir Skomina | Asistencia: 64 042 espectadores Árbitro(s): Damir Skomina |

| Suecia | Suiza |

| POR             | 1  | Robin Olsen         |     |       |
| DEF             | 2  | Mikael Lustig       | 31' | 82'   |
| DEF             | 3  | Victor Lindelöf     |     |       |
| DEF             | 4  | Andreas Granqvist   |     |       |
| DEF             | 6  | Ludwig Augustinsson |     |       |
| MED             | 17 | Viktor Claesson     |     |       |
| MED             | 13 | Gustav Svensson     |     |       |
| MED             | 8  | Albin Ekdal         |     |       |
| MED             | 10 | Emil Forsberg       |     | 82'   |
| DEL             | 9  | Marcus Berg         |     | 90+1' |
| DEL             | 20 | Ola Toivonen        |     |       |
| Cambios:        |    |                     |     |       |
| DF              | 5  | Martin Olsson       |     | 82'   |
| DF              | 16 | Emil Krafth         |     | 82'   |
| DEL             | 22 | Isaac Kiese Thelin  |     | 90+1' |
| Entrenador:     |    |                     |     |       |
| Janne Andersson |    |                     |     |       |

| POR               | 1  | Yann Sommer       |       |     |
| DEF               | 6  | Michael Lang      | 90+4' |     |
| DEF               | 20 | Johan Djourou     |       |     |
| DEF               | 5  | Manuel Akanji     |       |     |
| DEF               | 13 | Ricardo Rodríguez |       |     |
| MED               | 11 | Valon Behrami     | 61'   |     |
| MED               | 10 | Granit Xhaka      | 68'   |     |
| MED               | 23 | Xherdan Shaqiri   |       |     |
| MED               | 15 | Blerim Džemaili   |       | 73' |
| DEL               | 14 | Steven Zuber      |       | 73' |
| DEL               | 19 | Josip Drmić       |       |     |
| Cambios:          |    |                   |       |     |
| DEL               | 7  | Breel Embolo      |       | 73' |
| DEL               | 9  | Haris Seferović   |       | 73' |
| Entrenador:       |    |                   |       |     |
| Vladimir Petković |    |                   |       |     |

| Jugador del Partido: Emil Forsberg Árbitros asistentes: Jure Praprotnik Robert Vukan Cuarto árbitro: Nawaf Shukralla Árbitro asistente de video: Daniele Orsato Árbitros asistentes del árbitro asistente de video: Roberto Díaz Pérez del Palomar Bastian Dankert Massimiliano Irrati |